# Investigation Discovery (Europa)
O ID (Investigation Discovery) chegou a Portugal a 2 de outubro de 2018 de um acordo entre a Discovery Networks e a NOS. O canal é de um sinal único para quase toda a Europa o que muda é a legendagem ou a dobragem do canal. Em Portugal tem áudio em inglês e é totalmente legendado, até mesmo os separadores de publicidade do canal.
A 15 de Fevereiro de 2022 o canal ID (Investigação Discovery) chegou ao MEO para clientes fibra e adsl com o PACK extra subscrito (200 canais) deixando assim de ser um exclusivo da NOS.

## História na Europa

### Europa Central e Leste Europeu
Em Abril de 2009 a ID foi lançada na Polónia, Hungria, Grécia e Roménia. Um mês mais tarde, chega à Sérvia, Eslovénia, Bósnia, Croácia e Montenegro. A Setembro, ainda desse ano, estreou nos Países Bálticos.

### Suécia
O Investigation Discovery chegou à Suécia em 2010 porém o canal não estava presente nas maiores telecomunicações do país. Só a 1 de outubro de 2014 é que foi incluído nos pacotes da empresa líder do mercado, a Com Hem, da Tele2. 

### Países Baixos e Flandres
A ID veio substituir o antigo canal Discovery Travel & Living a 4 de julho de 2011. Em 2017 foi lançado uma versão HD-simulcast na operadora Ziggo dos Países Baixos.

### França
Em 2015 deu-se um acordo entre a Discovery Networks e a operadora francesa SFR, do grupo Altice. Até hoje o canal é um exclusivo SFR. 

### Portugal
Em 2018 a NOS anunciou um acordo entre a Discovery Networks (Discovery Ibéria) para a chegada do canal de investigação criminal da marca Discovery a Portugal, chegando primeiro à operadora NOS.
| A 15 de Fevereiro de 2022 o Investigation Discovery chegou ao MEO na posição 115 deixando assim de ser um canal exclusivo da operadora NOS.

## Programas
- Impact Of Murder
- Evil Lives Here
- Homicide City: Charlotte
- Crimes Gone Viral
- Atlanta Justice
- Till Death Do Us Part
- American Monster
- O.J. & Nicole: An American Tragedy
- The Crimes That Changed Us
- Killer In Question
- The Murder Tapes
- The Killer Besides Me
- A Crime To Remember
- Diabolical: Deadly Love
- The Wives Did It
- The 1980s: The Deadliest Decade
- True Crime With Aphrodite Jones
- Evil Stepmothers
- Betrayed
- Primal Instinct
- Scorned: Crimes Of Passion
- Swamp Murders
- People Magazine Investigates
- Murder Chose Me
- Murder Decoded
- I Almost Got Away With It
- Bad Blood
- Deadly Affair
- Bride Killa
- Disappeared
- House Of Horrors: Kidnapped
- I Was Murdered

### Canais disponíveis em Portugal
- Discovery Channel (disponível NOS, MEO, Vodafone)(SD e HD)
- TLC (disponível NOS, MEO, Vodafone)(SD)
- Travel Channel (disponível NOS, Vodafone)(SD e HD)
- Food Network (disponível NOS, Vodafone)(SD e HD)
- Eurosport (disponível NOS, MEO, Vodafone)(SD e HD)
- Fine Living (canal extinto)

### Outros canais Discovery
- Investigação Discovery
- Discovery Kids
- Discovery Home & Health
- Discovery Family
- Discovery Science
- Discovery Turbo
- Animal Planet
- HGTV